# Sigarenfabriek Pannecoucke
De sigarenfabriek Pannecoucke werd opgericht in 1902 te Kortrijk door de familie Pannecoucke. Deze fabriek zorgde voor een bloei van sigarenproductie in de streek, maar sloot zijn deuren juist voor de Eerste Wereldoorlog.

## Geschiedenis
Ignace Pannecoucke baatte in 1888 een kruidenierszaak uit met de naam 'In den grooten goedkoop' in de Bruggestraat 3 te Kortrijk. Daar verkocht hij 'koloniale waren van alle slacht, kaas en haring aan heel voordelige prijzen, tabak, sigaren en sigaretten'. Op 24 april 1899 echter overleed hij aan langdurige gezondheidsproblemen. Hij liet zijn vrouw Eugenie Van Craeynest met vier minderjarige kinderen na.
Toen in 1902 de oudste zoon Joseph Pannecoucke achttien jaar werd, besloot de familie op aanraden van dokter Ghyoot om een tabaksfabriek op te richten in Kortrijk. Op die manier wilden ze deze nijverheid in Kortrijk vestigen en werkgelegenheid voorzien. Om geld te hebben voor de fabriek en de aankoop van grondstoffen verkocht de familie Pannecoucke grondgebied in Deerlijk van gestorven broers en zussen van Ignace Pannecoucke. Daarnaast deed de familie beroep op vaklui uit Geraardsbergen om de expertise van sigarenmaker in de streek te brengen. 
Het ontbreken van deze nijverheid in Kortrijk zorgde dan ook bijna voor een onmiddellijk succes. In 1904 verkocht de fabriek al 294 000 sigaren op factuur. Daarnaast leverde de fabriek ook aan de kleinhandel, kleine winkels en herbergen waar geen facturen voor gebruikt werden. Daardoor was zat de jaarlijkse productie waarschijnlijk rond de 500 000 sigaren.
Hun succes was maar van korte duur doordat de fabriek in 1906 samen met de omringende sloppenwijk voor gezondheidsredenen gesloopt werd. Op de plaats van de wijk ligt nu het huidige Koningin Astridpark. De fabriek zelf werd heropgebouwd in de Stasegemstraat in Kortrijk, maar daar kende het bedrijf niet meer de glorie van weleer door de minder goede ligging en de mindere verkoop in hun eigen winkel. Daardoor besloot de familie om de fabriek te sluiten bij het aanbreken van de Eerste Wereldoorlog. In 1919 was er nog twijfel om de fabriek te heropenen, maar door de invoering van het fiscaal bandje in 1920 besloten ze voor een definitieve stillegging van de fabriek.

## Soorten sigaren[2]

### Handgemaakt
- Anto Gonzales: topkwaliteit, 250 frank per 1000

### Gebundelde sigaren
Verkocht per 6 gebundeld door een zijden bandje:
- Haronesa
- Non Plus Ultra Reina Victoria
- El Premio de Cuba
- Senoritas

Verkocht per 6 tot 10 gebundeld door papieren anden:
- Tabasco Pueros
- zonder merk, meestal onder naam Flor Fina

### Sigaren in kisten
- Elisa La Courtaisienne: meest verkocht, 70 frank per 1000
- Fleur de Courtrai:  meest verkocht, 70 frank per 1000
- Gran Diploma: kisten van 50 sigaren, 22,5 frank per 50
- Mikado: 60 à 70 frank per 1000
- Feducia: 40 à 45 frank per 1000
- Nur Gut: 45 à 50 frank per 1000
- Onkel Jom: 45 à 50 frank per 1000
- Felicia: 45 à 50 frank per duizend

- Hella: 25 frank per 1000
- Perfect: 25 frank per 100
- Hertha: 22 frank per 1000
- El Consul: 22 à 24 frank per 1000
- Humor: twee soorten sigaren vernoemd naar de vorm
  - boutelles 22 à 22 per 1000
  - rechtaf 18 à 22 per 1000